# Monte Calbuco
Il Calbuco è uno stratovulcano attivo situato nel sud del Cile, a sud-est del Lago Llanquihue e a nord-ovest del Lago Chapo, nella Regione di Los Lagos.

## Geografia
Il monte è situato a nord-est di Puerto Montt e a sud del vulcano di Osorno
Il vulcano e le zone circostanti sono aree protette all'interno della Riserva Nazionale di Llanquihue.

## Il vulcano

### Genesi del vulcano
È un vulcano andesitico molto esplosivo la cui lava di solito contiene il 55-60% di SiO2.

### Attività vulcanica
L'edificio vulcanico collassò durante il tardo Pleistocene, producendo una valanga di detriti vulcanici che raggiunse il lago.

#### Eruzioni notevoli in periodo storico

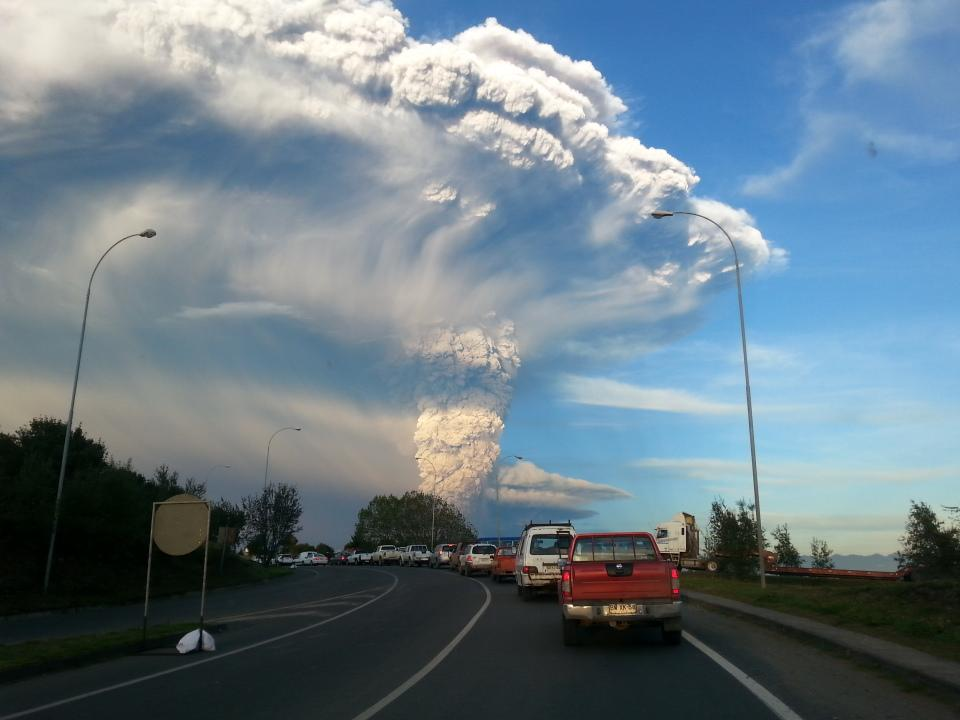
22 aprile 2015: il pennacchio di fumo visto da Puerto Varas

Il Calbuco ha avuto almeno 10 eruzioni dal 1837. La più recente è datata 22 aprile 2015, la prima dal 1972.
Una delle eruzioni storiche più importanti avvenne nel 1893-1894, allorquando delle eruzioni violente eiettarono bombe vulcaniche di 30 cm alla distanza di 8 chilometri dal cratere, e gli eventi furono accompagnati da incandescenti e voluminose colate di fango.
Forti esplosioni si registrarono nell'aprile del 1917, quando si formò una cupola lavica nel cratere e diverse colate di fango. Un'altra breve eruzione esplosiva si ebbe nel gennaio del 1929, che incluse, oltre ad un'evidente colata piroclastica, un flusso di lava. 
L'ultima importante eruzione del Calbuco, nel 1961, provocò colonne di cenere alte 12–15 km e produsse un pennacchio che si disperse principalmente verso sud-est, e due flussi di lava. Ci fu anche un'eruzione minore durata quattro ore, il 26 agosto 1972. Delle forti emissioni dovute a fumarole furono osservate sul cratere centrale il 12 agosto 1996. 
L'eruzione del Calbuco del 22 aprile 2015 ha causato cancellazioni nei voli aerei ed un'evacuazione delle zone circostanti. Lo stesso giorno è stato segnalato un flusso di lava in direzione del Lago Chapo.